# Winsent Thunholm Wikman
Winsent Paul Johannes Thunholm Wikman, född 28 april 2000, är en svensk youtubare och influerare.

## Biografi
Winsent Thunholm Wikman är en medieprofi  med ett stort antal följare. På Tiktok, där lägger upp lika humorklipp, har han till exempel över 492 000 följare (april 2024). På listan av de med störst räckvidd och engagemang bland sociala medier i Sverige rankade Medieakademin Thunholm Wikman på plats 19 över Årets Makthavare 2024. På listan över mäktigaste svenska Youtubare rankades han samma år på en fjärde plats.
Han är gift med Saga Thunholm och tillsammans har de två barn.